# Парламентские выборы на Кубе (1976)
Непрямые парламентские выборы на Кубе были проведены 2 ноября 1976 года. Они стали первыми выборами со времени Кубинской революции 1959 года.

## Результаты
С декабря 1975 года по ноябрь 1976 года избиратели выбрали членов 169 муниципальных ассамблей, которые, в свою очередь, избрали 489 членов Национальной ассамблеи, которые выдвигались Коммунистической партией или массовыми организациями. Среди депутатов Ассамблеи 30 % были работниками промышленности и сферы обслуживания, 29 % — работниками госучреждений и 12 % — государственными служащими. Депутатами Национальной ассамблеи были также избраны члены 14 Провинциальных ассамблей.
В выборах участвовало около 5 млн избирателей и около 30 тыс. кандидатов муниципальных ассамблей.